# Molothrus
Genre
Molothrus est un genre de passereaux de la famille des Icteridae. Ses espèces sont nommées vachers.
Les oiseaux de ce genre sont endémiques au Nouveau Monde. Ils pratiquent le parasitisme.

## Liste des espèces
D'après la classification de référence (version 5.2, 2015) du Congrès ornithologique international (ordre phylogénique) :
- Molothrus rufoaxillaris – Vacher criard
- Molothrus oryzivorus – Vacher géant
- Molothrus bonariensis – Vacher luisant
- Molothrus aeneus – Vacher bronzé
- Molothrus armenti – Vacher brun
- Molothrus ater – Vacher à tête brune